# نادیا لی کوهن
نادیا لی کوهن (متولد ۱۵ نوامبر ۱۹۹۰) یک عکاس هنری بریتانیا، فیلمساز و هنرمند پرتره است. او از سینمای دهه پنجاه، شصت و هفتاد بریتانیا و آمریکا الهام می‌گیرد.